# Laboratoriedyrket mælk
Laboratoriedyrket mælk, også kaldet kunstig mælk eller in vitro-mælk, er mælk (typisk komælk, men også f.eks. mælk fra kvinder (modermælk)), der ikke stammer fra et levende væsen, men er fremstillet på en virksomhed. Det kan ske gennem to forskellige hovedmetoder: Præcisionsfermenteret mælk anvender præcisionsfermentering til at dyrke centrale mælkeproteiner, der derefter blandes med andre mælkedele. Cellebaseret mælk opdyrker mælkekirtelceller, der udskiller mælkesekreter.
I takt med, at bevidstheden om den globale opvarmning og det traditionelle landbrugs rolle heri er blevet mere presserende, er interessen i at udvikle nye og mere klimavenlige måder at fremstille mælk og andre mejeriprodukter på vokset kraftigt, og der forskes derfor intensivt i måder til at frembringe mælk i laboratorier uden den klimabelastning, som traditionel kvægdrift indebærer.

## Rolle i den grønne omstilling
Traditionelle mælkeprodukter er en væsentlig kilde til udledningen af drivhusgasser, især metan. 37 % af den menneskeskabte metanudledning kommer fra kvæg og andre drøvtyggere i landbruget. Industrielt fremstillede mejeriprodukter, der undgår klimabelastningen fra den traditionelle landbrugsproduktion, kan derfor potentielt være et vigtigt våben i den grønne omstilling, og forskere verden over arbejder af denne grund med at genskabe mælkedannelsesprocesser i laboratorierne. Forskningen har beskæftiget sig med mulighederne for at skabe laboratoriefremstillede mejeriprodukter siden omkring 2008.
I Danmark har Klimarådet udpeget præcisionsfermenteret mælk som et af midlerne til at opfylde Danmarks officielle klimamål i 2050. Ifølge en rapport offentliggjort i 2024 kan præcisionsfermenteret mælk potentielt udgøre 30 % af det samlede marked for mejeriprodukter i Danmark i 2040.

## Præcisionsfermenteret mælk
Præcisionsfermenteret mælk fremstilles ved at indsætte et eller flere ønskede gener i mikroorganismer som bakterier, gær eller filamentøse (trådformede) svampe. Derefter producerer mikroorganismerne de ønskede molekyler, f.eks. mælkeproteiner, der efterfølgende blandes med andre ingredienser for at skabe selve fødevaren.
Den grundlæggende teknologi med præcisionsfermentering er velkendt på andre områder, ikke mindst indenfor medicinalbranchen. En virksomhed som Novo Nordisk har således i mange år fremstillet insulin ved hjælp af genmodificerede gærceller i store ståltanke. Metoden bruges også til at udvikle dyrket kød. Det er dog ret nyt at bruge metoden til at fremstille proteiner, og der mangler endnu at blive udviklet teknologi, der kan muliggøre en effektiv produktion i stor skala.
De primære proteiner i mælk er valleprotein og kasein, som søges fremstillet ved hjælp af præcisionsfermentering. Indtil videre (pr. 2024) er udviklingen af valleprotein ved brug af præcisionsfermentering længere fremme end produktionen af kasein. Fremstillingen af præcisionsfermenteret mælk anvender desuden energi (kulhydrater) og fedt, dels til at fodre mikroorganismerne og dels til sammensætning af det endelige mælkeprodukt, hvortil også skal bruges mineraler og vitaminer.

### Kommerciel anvendelse
I det amerikanske Silicon Valley fremstiller en af pionererne på området, fødevarevirksomheden Perfect Day, mælkeproteiner i laboratoriet, som er identiske med dem, man kan isolere fra koens yver. Produktionen udleder ifølge virksomheden 97 procent færre drivhusgasser end den kobaserede. Indtil videre satser virksomheden især på udviklingen af smøreost og is. Sidstnævnte forhandles pr. 2021 i 5.000 butikker og restauranter. Prisen er dog betydelig højere end traditionelt fremstillet is og ligger på omkring 70 kroner for en halv liter is.
I Danmark arbejder bl.a. iværksættervirksomheden ProteinFrontiers, der blev oprettet i 2022, med fremstillingsprocessen ved præcisionsfermenteret mælk.
Det israelske selskab Remilk havde på et tidspunkt planer om at bygge verdens største præcisions-fermenteringsanlæg til fremstillingen af mælkeproteiner i Kalundborg. Planerne blev imidlertid opgivet, da Remilk fandt en mere attraktiv placering andetsteds i Europa.

## Cellebaseret mælk
Ved fremstillingen af cellebaseret mælk tages mælkekirtelceller fra en kos yvervæv og isoleres i et vækstmedie i en bioreaktor. Cellerne vil så på et tidspunkt, f.eks. efter tilsætning af hormoner, begynde at danne tredimensionelle strukturer, som også kendes fra naturlige sammenhænge. Formålet med processen er at formå cellerne til at danne et mælkesekret, som derpå kan høstes og oprenses.
Ved Institut for Husdyrvidenskab på Aarhus Universitet arbejdes der således med projektet Hvad drikker vi i 2030? In vitro-mælk baseret på celler i kultur, hvor man isolerer mælkekirtelceller fra et yver og lader dem vokse og dele sig i petriskåle. I Singapore eksperimenterer bioteknologivirksomheden TurtleTree med at opskalere produktionen af laboratoriefremstillet menneskemælk og modermælkserstatning dyrket på mælkekirtelceller fra kvinder. Den amerikanske fødevarevirksomhed Biomilq præsenterede i 2020 verdens første modermælk dyrket fra kvinders mælkekirtelceller uden for brystet, udelukkende på laboratoriedyrket modermælkserstatning.